# 다이빙

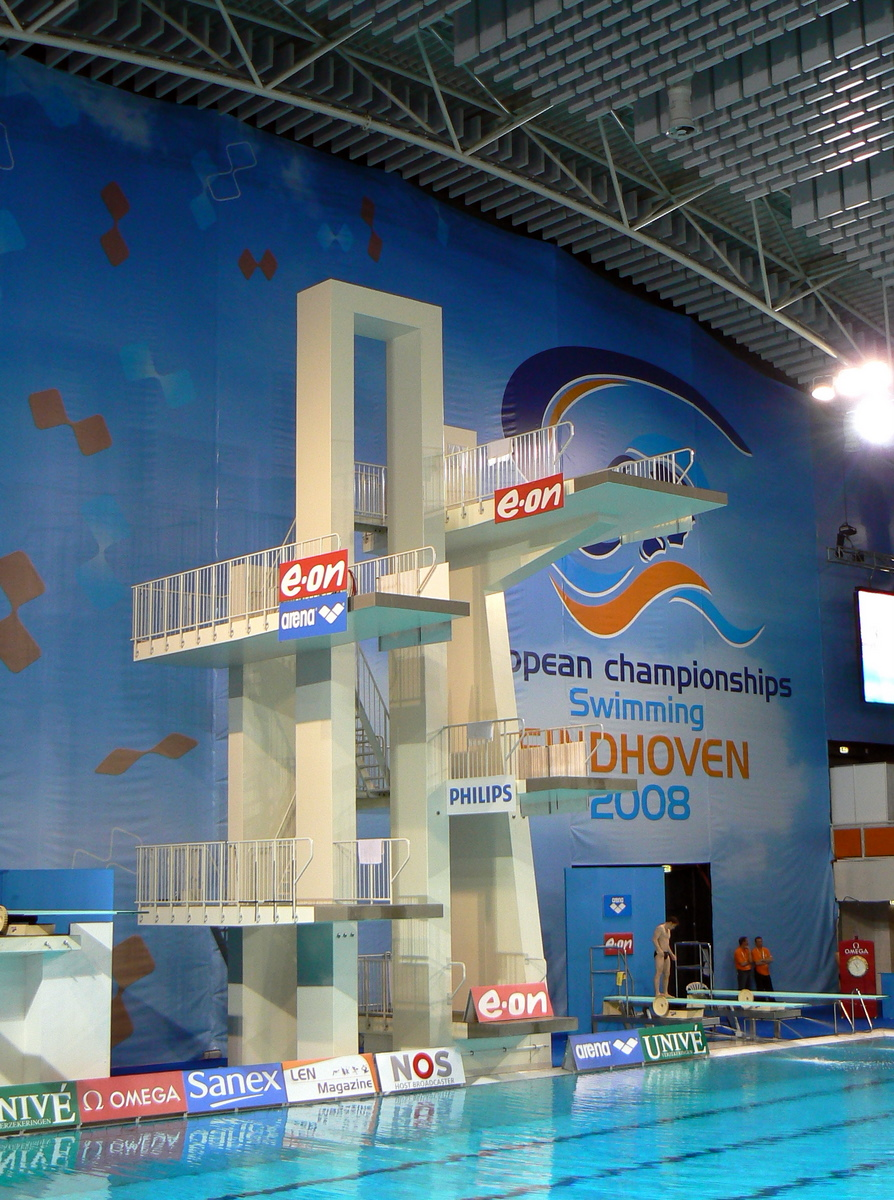
2008년 유럽 선수권 대회의 다이빙 타워

다이빙(diving, 문화어: 뛰여들기)은 다이빙 타워나 스프링보드에서 점프하여 물 속으로 뛰어드는 스포츠이다. 때로는 곡예의 일종으로서 행해지기도 한다. 1904년 하계 올림픽 때부터 올림픽 경기 종목으로 채택되었다. 전문적인 스포츠로서의 다이빙은 체조와 유사한 부분이 많아서, 힘과 유연성, 반사신경, 그리고 공중에서의 평형감각 등이 고루 요구된다. 전문적인 경기 형태 이외에도 놀이를 위한 목적으로도 널리 행해진다.
드미트리 사우틴은 가장 많은 올림픽 다이빙 메달 기록을 보유하고 있는데, 1992년부터 2008년까지 총 8개의 메달을 차지하였다.

## 역사
다이빙이 고대부터 전 세계적으로 유명한 오락거리였으나 최초의 현대적 다이빙 경기는 1880년대 잉글랜드에서 개최되었다. 이 스포츠의 정확한 기원은 분명하지 않으나 수영 경주가 시작할 때 다이빙 활동이 비롯된 것으로 간주된다.

## 경기 방식

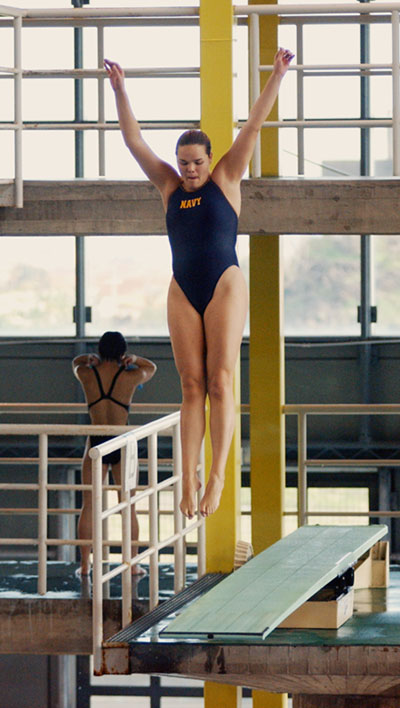
스프링보드 다이빙.

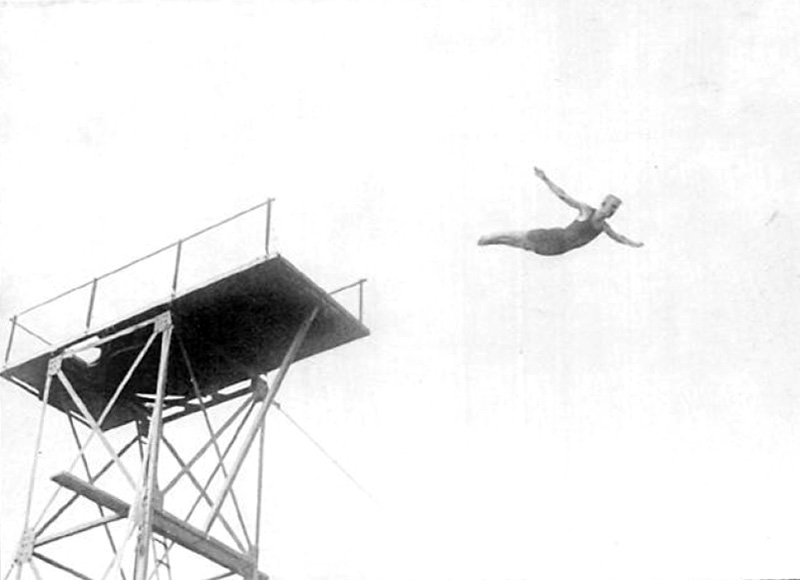
1908년 하계 올림픽 당시의 다이빙 경기 모습.

전문적인 경기로서 행해지는 다이빙은 1M 및 3M 스프링보드 다이빙, 그리고 플랫폼 다이빙의 세 가지 종목으로 나뉜다. 또한 공식 경기는 일반적으로 성별과 연령대별 부문으로 분류된다. 플랫폼 다이빙에서 선수는 5, 7.5, 10미터 타워 중 하나에서 점프한다. 하계 올림픽과 같은 메이저 경기에서는 10미터 타워만이 사용된다.
선수는 다이빙시 공중제비와 비틀기의 회수 등에서 일정한 요건을 충족시켜야 한다. 채점시에는 다이빙의 여러 요소들을 얼마나 잘 소화하였는지, 회전 회수 등에서 지정된 조건을 충족시켰는지, 그리고 입수시 물이 얼마나 많이 튀었는지를 기준으로 평가한다. 만점은 10점이며, 이 중 도약동작에 3점, 공중동작에 3점, 입수동작에 3점이 배정되어 있고 나머지 1점은 채점관의 재량에 따라 부여된다.
최종점수는 선수가 연기한 동작의 회전수와 컴비네이션의 수준에 따라 원점수에 난이도 배점을 곱하여 계산한다. 모든 시기를 끝낸 후 총점이 가장 높은 선수가 대회의 우승자가 된다.

### 세부 종목
싱크로나이즈드 다이빙(Synchronized diving)은 두 명의 선수가 동시에 다이빙을 구사하는 종목이다. 2000년 하계 올림픽에서 처음 정식 종목으로 채택되었다. 일반적으로 두 선수의 다이빙 동작은 서로 동일하나, 때때로 서로 반대방향으로 연기하기도 하며 이를 핀휠(pinwheel)이라 부른다. 이 종목에서는 다이빙의 기술적 수준뿐만 아니라 두 선수가 얼마나 완벽히 일치하는 동작을 보여주었는지에 따라(동시성) 점수가 부여된다.

### 채점 규정
선수들의 연기는 다이빙의 세 가지 요소에 따라 채점된다. 이 세 가지 요소는 도약동작, 공중동작, 입수동작이다. 점수에 가장 많은 영향을 주는 주요 요소는 다음과 같다.
- 선택한 플랫폼의 높이. (10, 7.5, 5미터)
- 물구나무 선 자세로 시작하는 경우, 첫 자세를 유지한 시간의 길이와 자세의 안정성.
- 도약시 정점의 높이 ― 높이가 높을수록 더 높은 점수를 부여받는다.
- 도약 거리 ― 너무 가깝거나 멀리 뛰어서는 안되며, 0.6미터(2피트) 정도의 적정 거리를 충족시켜야 함
- 자세의 정확성 ― 길게 뻗은 발끝, 두 발은 항상 붙은 상태를 유지할 것 등
- 적정 회수의 회전.
- 입수 각도 ― 입수시 몸이 수면과 수직을 이루어야 한다. 일반적으로 입수시 물이 적게 튀길수록 더 높은 점수가 부여된다.

채점단은 5명(또는 7명)의 채점관으로 구성된다. 평가의 객관성을 위해 최상위 점수와 최하위 점수를 제외한 나머지 3명의 점수만을 합산하며, 여기에 난이도 점수를 곱하여 최종 점수를 계산한다. 국제 메이저 대회에서는 7명의 채점관이 있어 여기서 최상위 및 최하위 점수를 제외한 5명의 점수를 합산하며, 여기에 3/5를 곱한 후에 난이도 점수를 곱하여 채점관의 5명인 일반 대회의 점수와 동일한 스케일의 점수를 만들어낸다.
싱크로나이즈드 다이빙의 경우 채점단이 7명 또는 9명으로 구성된다. 선수들을 개별적으로 채점하는 채점관이 선수당 2명 씩 총 4명이 있으며, 나머지 3명 또는 5명의 채점관은 두 선수의 동시성을 평가한다.

### 전략

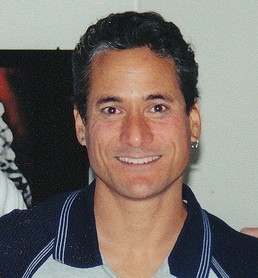
1984, 1988년 하계 올림픽 다이빙 금메달리스트인 그렉 루가니스.

선수들은 경기 시작 전에 미리 경기에서 구사할 다이빙 기술의 목록을 작성하여 제출하여야 하는데, 이때 다른 선수들보다 높은 점수를 얻기 위해 전략적인 사고가 필요하다. 쉬운 동작은 실수할 가능성이 낮지만 난이도 점수가 낮으므로 완벽하게 연기하더라도 우승하기는 어렵다. 반면 어려운 동작은 성공할 경우 다른 선수보다 높은 점수를 받을 가능성이 높아지지만 그만큼 실수를 범할 가능성도 높다. 따라서 선수들은 자신의 능력과 컨디션, 그리고 경쟁자들의 특성을 종합적으로 고려하여 경기 계획을 수립해야 한다.
경기 시작 전 제출된 다이빙 목록의 내용은 마감시한이 지난 후에는 변경할 수 없다. 만일 사전에 제출한 기술을 구사하는 데에 실패하면, 그것이 부상 등의 부득이한 사정으로 인한 것이었다거나 또는 오히려 더 어려운 기술을 구사한 경우라도, 해당 선수는 0점을 받게 된다.
올림픽과 같이 높은 수준의 경기에서도 선수들은 거의 같은 방식으로 다이빙 목록을 제출한다. 다만, 이러한 수준의 경기에서는 대부분의 선수들이 높은 난이도의 기술을 구사할 수 있기 때문에, 난이도 자체 보다는 기술의 배열 순서가 더욱 중요해진다. 즉, 결선 라운드에 가까워질수록 순위권 내에 들기 위해서 더욱 높은 점수를 받아야 하므로, 자신감과 감각을 유지하기 위해 자신있는 기술을 가장 앞에 배치하는 것이 일반적이다. 또한 가장 어려운 기술을 구사하기 직전에는 가장 자신있는 기술을 배치하여 심리적인 안정을 꾀한다. 고난이도의 기술을 실수없이 구사하는 데에는 고도의 집중력이 요구되므로, 많은 선수들이 평정심을 유지하기 위해 다이빙 전후에 취하는 자신만의 특별한 의식 등을 갖고 있다. 또한 다이빙 직전 코치와 이야기하거나, 코치와 직접 대화가 허락되지 않는 큰 규모의 경기에서는 코치와 시선이나 손짓으로 커뮤니케이션을 함으로써 심리적 안정을 유지하는 데에 도움을 얻기도 한다.
미국에서 개최되는 일부 대회에서는 다이빙 목록 제출마감 후에도 그 순서를 바꾸는 것이 허락되기도 하나, 이는 대부분의 국제 대회에서 허락되지 않는 예외적인 경우이다.
일반적으로 전미 대학 체육 협회 규정은 선수가 이미 도약대에 올라간 이후에도 다이빙 순서를 바꾸는 것을 허락한다. 단, 다이빙이 완료가 선언된 직후 선수가 직접 순서 변경을 요청해야 한다. 대회측 착오로 잘못된 다이빙 선언이 이루어진 경우에도 마찬가지로 정정 의무는 선수에게 있다. 선수가 도약대 위에 올라가 있는 상태에서 순서 변경을 요청하려고 경기를 중단할 경우, 이는 해당 시기 실패로 간주되며 순서 변경 요청은 받아들여지지 않는다.
국제 수영 연맹 규정에서는 다이빙 목록 제출마감 이후의 순서 변경은 일체 허락되지 않는다.
다이빙 목록을 정확히 작성하는 것은 선수의 책임이며, 또한 심판이나 아나운서의 잘못된 판정 또는 선언에 정정을 요구하는 것도 선수의 의무이다. 실제 구사한 기술과 완료 직후 선언 내용이 다를 경우, 선수가 이의를 제기하지 않는 한 해당 선수는 규정에 따라 0점을 부여받는다.

## 경기 종류
- 스프링 보드: 남녀 모두 제한 선택 5개 및 자유 선택 5개 도합 10종목을 행한다.
- 플랫폼 다이빙: 남자는 제한 선택 6개 및 자유 선택 4개 도합 10종목 / 여자는 제한 선택 3개 및 자유 선택 3개 도합 6종목을 행한다.

## 시설
- 스프링 보드: 나무로 된 뜀틀의 탄성을 이용한 것으로 높이 1m와 3m가 있는데, 길이는 최소한 4m, 폭은 0.5m가 되어야 한다.
- 플랫폼 다이빙: 고정된 지점에서 뛰어드는 경기로 높이 5m와 7.5m, 10m의 세 종류가 있음, 수심은 최소한 3m가 되어야 하며, 10m의 하이 다이빙대는 길이가 최소 6m, 폭 2m, 수심 4.5m가 되어야 한다.

## 기술
- 앞으로 뛰기: 다이빙대의 끝에서  정면을 향해 서서 앞으로 뛴다.
- 뒤로 뛰기: 다이빙대의 끝에서 뒤로 돌아서서 뒤쪽으로 뛴다.
- 앞으로 서서 뒤로 뛰기: 다이빙대의 끝에서 정면을 향해 서서 뒤로 뛴다.
- 뒤로 서서 앞으로 뛰기: 다이빙대의 끝에서 뒤로 돌아서서 앞쪽으로 뛴다.
- 비틀어 뛰기: 본 동작은 위의 4가지 동작중 비틀기 동작이 포함된 동작을 표시한다.
- 물구나무 뛰기: 스프링대 끝에서 물구나무서서 다이빙한다.

## 복장 및 준비물
- 삼각수영복 - 남자
- 원피스형 수영복 - 여자

## 같이 보기
- 세계 수영 연맹